# Jacques-Maurice De Saint Palais

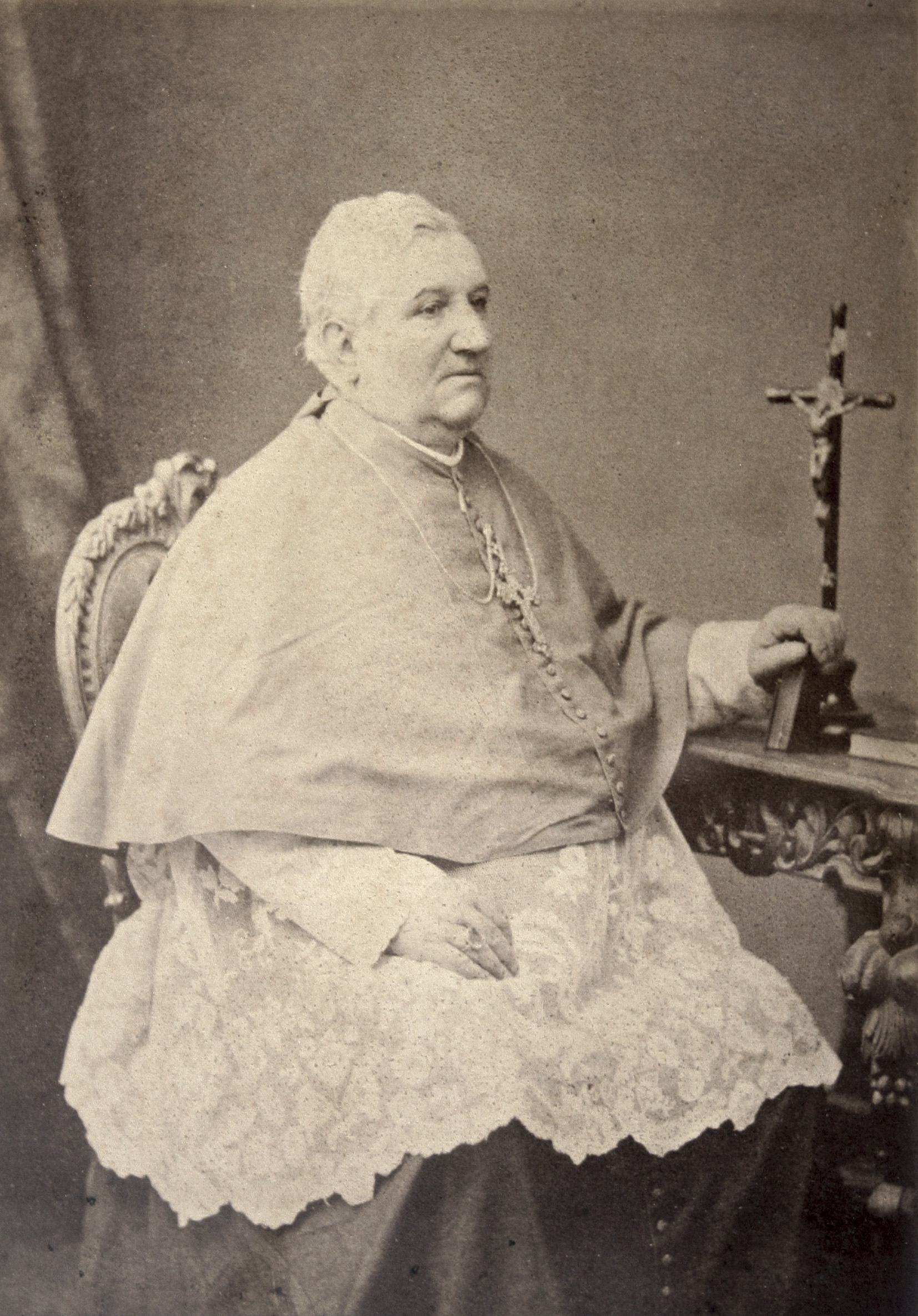
Jacques-Maurice De Saint Palais (19. Jahrhundert)

Jacques-Maurice des Landes d’Aussac de Saint Palais (* 15. November 1811 in La Salvetat-sur-Agout, Frankreich; † 28. Juni 1877 in Saint Mary-of-the-Woods, Vereinigte Staaten) war ein französischer römisch-katholischer Geistlicher in den Vereinigten Staaten und Bischof von Vincennes in Indiana.

## Leben
De Saint Palais empfing am 28. Mai 1836 in der Kirche St-Sulpice in Paris durch den dortigen Erzbischof Hyacinthe-Louis de Quélen das Sakrament der Priesterweihe für die Diözese Vincennes, für welche ihn der französischstämmige Bischof Simon William Gabriel Bruté de Rémur als Priesteramtskandidaten rekrutiert hatte. Nach seiner Emigration nach Indiana wirkte er in verschiedenen Pfarrgemeinden.
Nach dem Tod von Bischof Bazin im April 1848 war De Saint Palais als Administrator der Diözese, ehe er am 3. Oktober desselben Jahres von Papst Pius IX. zu deren viertem Bischof ernannt wurde. Die Bischofsweihe spendete ihm am 14. Januar 1849 der Bischof von Nashville, Richard Pius Miles OP; als Mitkonsekratoren fungierten Martin Spalding, Koadjutorbischof von Louisville, und Hippolyte Du Pontavice, Generalvikar von Vincennes.
De Saint Palais hatte das Bischofsamt bis zu seinem Tod inne. Er war Teilnehmer des Ersten Vatikanischen Konzils.